# Claude Paradis
Pour les articles homonymes, voir Paradis (homonymie).
Claude Paradis, né en 1960 à Lévis, est un poète québécois. Il a été de 1990 à 2020 un professeur de littérature au Cégep de Sainte-Foy.

## Biographie
Détenteur d'une maîtrise en création littéraire (1989) ainsi que d'un baccalauréat en littérature (1985) de l'Université de Laval, Claude Paradis est un poète québécois. De 1990 à 2020, il enseigne la littérature au Cégep Saint-Foy,.
Depuis 1985, il fait paraître des recueils de poésie en plus de signer des textes dans des anthologies de poésie québécoise. Il signe aussi des critiques de poésie notamment dans les revues Nuits blanche et Québec français.
En poésie, il fait paraître plusieurs livres aux Éditions du Noroît dont L'Amourable (1989), Lettres d'écorce (1997, 2012), Les mêmes pas (2001), Un pont au-dessus du vide (2005), Le livre sur la table (2009), Carnet d'un improbable été (2013) ainsi que Où commence le monde (2018),,.
Claude Paradis publie une édition scolaire du recueil Mémoire du poète Jacques Brault (1998). Il participe également à l'élaboration, à la préparation et à la rédaction d'un ouvrage collectif consacré à l'œuvre du poète Robert Melançon (Le désaveuglé. Parcours de l'œuvre de Robert Melançon, Éditions du Noroît, 2007),,.
En 2015, il reçoit le Prix Jean-Noël-Pontbriand dans le cadre du printemps des poètes 2015. Ce prix souligne la contribution à la diffusion et à la promotion de la poésie ainsi que la qualité de l'œuvre.
Claude Paradis est membre de l'Union des écrivaines et des écrivains québécois.
À la fin de l'hiver 2020, Claude Paradis prend sa retraite après 30 ans d'enseignement comme professeur de littérature au Cégep de Sainte-Foy.

## Œuvres

### Poésie
- Stérile Amérique, Montréal, Leméac, 1985, 61 p.  (ISBN 2760910210)
- L'Amourable, avec trois dessins de Charles Lemay, Montréal, Éditions du Noroît, 1989, 69 p.  (ISBN 2890181928)
- Le silence de la terre, Montréal, VLB éditeur, 1993, 123 p.  (ISBN 2-89005-529-9)
- Lettres d'écorce, Montréal, Éditions du Noroît, 1997, 61 p.  (ISBN 2-89018-385-8)
- Toujours les mêmes pas, avec 9 gravures réalisées par Ève Beaudry, Montréal, Éditions Marée basse, 2001, n.p.
- Les mêmes pas, Montréal, Éditions du Noroît, 2001, 81 p.  (ISBN 2-89018-471-4)
- Un pont au-dessus du vide, Montréal, Éditions du Noroît, 2005, 103 p.  (ISBN 2-89018-557-5)
- Le livre sur la table, Montréal, Éditions du Noroît, 2009, 92 p.  (ISBN 978-2-89018-664-4)
- Lettres d'écorce, avec un postface de David Cantin, Montréal, Éditions du Noroît, 2012, 65 p.  (ISBN 9782890187757)
- Carnet d'un improbable été, accompagnée de trois photographies d'Yves Laroche, Montréal, Éditions du Noroît, 2013, 86 p.  (ISBN 9782890188174)
- Où commence le monde, Montréal, Éditions du Noroît, 2018, 89 p.  (ISBN 9782897661229)

### Essais
- Ouvrir une porte : sur dix grandes œuvres de la poésie québécoise du XXe siècle, Montréal, Éditions du Noroît, 2015, 234 p.  (ISBN 9782890189355)
- Vincent Lambert, Yves Laroche et Claude Paradis, dir.,La tombe ignorée : lectures d'Eudore Évanturel, Montréal, Nota Bene, 2019, 198 p.  (ISBN 9782895187011)

## Prix et honneurs
- 1985 - Récipiendaire : Prix Octave Crémazie (pour Stérile Amérique)[8]
- 1993 - Récipiendaire : Prix Jacques-Poirier (pour Le silence de la terre)[9]
- 2015 - Récipiendaire : Prix Jean-Noël-Pontbriand (pour Ouvrir une porte)[6]